# ناحیه لاوجوی، شهرستان ایروکوی، ایلینوی
ناحیه لاوجوی (به انگلیسی: Lovejoy Township) یک منطقهٔ مسکونی در ایالات متحده آمریکا است که در شهرستان ایروکوی، ایلینوی واقع شده‌است. ناحیه لاوجوی ۲۱۱ متر بالاتر از سطح دریا واقع شده‌است.